# Sankt Gallenkirch
Sankt Gallenkirch est une commune autrichienne du district de Bludenz dans le Vorarlberg. Le village de Gargellen dépend de la commune.